# Emma Caulfield
Emma Caulfield, född Chukker 8 april 1973 i San Diego i Kalifornien, är en amerikansk skådespelare.
Caulfield är mest känd som den före detta demonen Anya i TV-serien Buffy och vampyrerna. Andra roller inkluderar huvudrollen i skräckfilmen Darkness Falls (2003) och Brandon Walshs flickvän Susan Keats i Beverly Hills 90210.